# World RX de Alemania 2018
El World RX de Alemania 2018, oficialmente World RX of Germany, es una prueba de Rallycross en Alemania válida para el Campeonato Mundial de Rallycross. Se celebró en el Estering en Buxtehude, Baja Sajonia, Alemania.
Johan Kristoffersson consiguió su octava victoria consecutiva y décima de la temporada a bordo de su Volkswagen Polo R, seguido de Mattias Ekström y Andreas Bakkerud.

## Series
| Pos. | No. | Piloto               | Equipo                          | Auto              | Q1  | Q2  | Q3  | Q4  | Pts |
| ---- | --- | -------------------- | ------------------------------- | ----------------- | --- | --- | --- | --- | --- |
| 1    | 1   | Johan Kristoffersson | PSRX Volkswagen Sweden          | Volkswagen Polo R | 2º  | 1º  | 6º  | 3º  | 16  |
| 2    | 13  | Andreas Bakkerud     | EKS Audi Sport                  | Audi S1           | 6º  | 2º  | 2º  | 2º  | 15  |
| 3    | 21  | Timmy Hansen         | Team Peugeot Total              | Peugeot 208       | 7º  | 4º  | 3º  | 1º  | 14  |
| 4    | 5   | Mattias Ekström      | EKS Audi Sport                  | Audi S1           | 4º  | 6º  | 1º  | 4º  | 13  |
| 5    | 11  | Petter Solberg       | PSRX Volkswagen Sweden          | Volkswagen Polo R | 1º  | 3º  | 5º  | 8º  | 12  |
| 6    | 68  | Niclas Grönholm      | GRX Taneco Team                 | Hyundai i20       | 5º  | 7º  | 4º  | 6º  | 11  |
| 7    | 71  | Kevin Hansen         | Team Peugeot Total              | Peugeot 208       | 3º  | 5º  | 8º  | 10º | 10  |
| 8    | 9   | Sébastien Loeb       | Team Peugeot Total              | Peugeot 208       | 8º  | 9º  | 10º | 5º  | 9   |
| 9    | 92  | Anton Marklund       | GC Kompetition                  | Renault Mégane RS | 9º  | 11º | 9º  | 11º | 8   |
| 10   | 96  | Kevin Eriksson       | Olsbergs MSE                    | Ford Fiesta       | 10º | 12º | 7º  | 12º | 7   |
| 11   | 6   | Jānis Baumanis       | STARD                           | Ford Fiesta       | 12º | 8º  | 12º | 17º | 6   |
| 12   | 4   | Robin Larsson        | Olsbergs MSE                    | Ford Fiesta       | 13º | 13º | 13º | 13º | 5   |
| 13   | 36  | Guerlain Chicherit   | GC Kompetition                  | Renault Mégane RS | 11º | 10º | 14º | 18º | 4   |
| 14   | 64  | Kjetil Larsen        | Kjetil Larsen                   | Volkswagen Polo   | 18º | 16º | 15º | 14º | 3   |
| 15   | 42  | Oliver Bennett       | Oliver Bennett                  | BMW MINI Cooper   | 17º | 14º | 17º | 15º | 2   |
| 16   | 77  | René Münnich         | All-Inkl.com Münnich Motorsport | SEAT Ibiza        | 15º | 17º | 18º | 16º | 1   |
| 17   | 66  | Grégoire Demoustier  | Sébastien Loeb Racing           | Peugeot 208       | 19º | 18º | 16º | 19º |     |
| 18   | 113 | Cyril Raymond        | Cyril Raymond                   | Peugeot 208       | 16º | 19º | 19º | 20º |     |
| 19   | 33  | Liam Doran           | GC Kompetition                  | Renault Mégane RS | 20º | 15º | 11º | 7º  |     |
| 20   | 7   | Timur Timerzyanov    | GRX Taneco Team                 | Hyundai i20       | 14º | 20º | 20º | 9º  |     |

## Semifinales
Semifinal 1
| Pos. | No. | Piloto               | Equipo                 | Tiempo        | Pts |
| ---- | --- | -------------------- | ---------------------- | ------------- | --- |
| 1    | 1   | Johan Kristoffersson | PSRX Volkswagen Sweden | 03:36.940     | 6   |
| 2    | 11  | Petter Solberg       | PSRX Volkswagen Sweden | +0.529        | 5   |
| 3    | 71  | Kevin Hansen         | Team Peugeot Total     | +4.319        | 4   |
| 4    | 6   | Jānis Baumanis       | STARD                  | +8.847        | 3   |
| 5    | 6   | Anton Marklund       | GC Kompetition         | +6 Vueltas    | 2   |
| DSQ  | 21  | Timmy Hansen         | Team Peugeot Total     | Descalificado | 0   |

Semifinal 2
| Pos. | No. | Piloto           | Equipo             | Tiempo     | Pts |
| ---- | --- | ---------------- | ------------------ | ---------- | --- |
| 1    | 5   | Mattias Ekström  | EKS Audi Sport     | 03:36.021  | 6   |
| 2    | 13  | Andreas Bakkerud | EKS Audi Sport     | +1.782     | 5   |
| 3    | 68  | Niclas Grönholm  | GRX Taneco Team    | +4.730     | 4   |
| 4    | 96  | Kevin Eriksson   | Olsbergs MSE       | +5.846     | 3   |
| 5    | 4   | Robin Larsson    | Olsbergs MSE       | +7.794     | 2   |
| 6    | 9   | Sébastien Loeb   | Team Peugeot Total | +2 Vueltas | 1   |

## Final
| Pos. | No. | Piloto               | Equipo                 | Tiempo     | Pts |
| ---- | --- | -------------------- | ---------------------- | ---------- | --- |
| 1    | 1   | Johan Kristoffersson | PSRX Volkswagen Sweden | 03:33.568  | 8   |
| 2    | 5   | Mattias Ekström      | EKS Audi Sport         | +1.849     | 5   |
| 3    | 13  | Andreas Bakkerud     | EKS Audi Sport         | +3.082     | 4   |
| 4    | 68  | Niclas Grönholm      | GRX Taneco Team        | +5.030     | 3   |
| 5    | 11  | Petter Solberg       | PSRX Volkswagen Sweden | +2 Vueltas | 2   |
| 6    | 71  | Kevin Hansen         | Team Peugeot Total     | +6 Vueltas | 1   |

## Campeonato tras la prueba
| Pos | Piloto               | Pts | Dif  |
| --- | -------------------- | --- | ---- |
| 1   | Johan Kristoffersson | 311 |      |
| 2   | Mattias Ekström      | 228 | +83  |
| 3   | Andreas Bakkerud     | 224 | +87  |
| 4   | Petter Solberg       | 221 | +90  |
| 5   | Sébastien Loeb       | 205 | +106 |

- Nota: Solo se incluyen las cinco posiciones principales.